# Deportación de judíos de Alemania
La deportación sistemática de judíos de Alemania hacia el Este comenzó a mediados de octubre de 1941, antes del 20 de enero de 1942, día de la Conferencia de Wannsee. Las fuentes indican que Adolf Hitler tomó esta decisión alrededor del día 17 de septiembre de 1941. La mayoría de los judíos deportados del Reich alemán no fueron asesinados inmediatamente en su destino. Aunque los transportes individuales terminaron en los campos de exterminio de Sobibor o Maly Trostinez en 1942, la mayoría de los deportados fueron inicialmente mantenidos cautivos en condiciones de vida inhumanas en guetos o campos de trabajo. Muchos murieron allí, otros fueron posteriormente transportados a campos de exterminio y asesinados allí. Desde finales de 1942, los trenes también circulaban directamente a Auschwitz-Birkenau.
Durante las deportaciones a los guetos, campos de concentración, el exterminio en el Este y la llamada solución final, dos autoridades estatales (y sus departamentos subordinados) tuvieron una importancia central: el Departamento IV B 4 de la Oficina Central de Seguridad del Reich (RSHA) y, desde 1937, la Deutsche Reichsbahn, incorporada al Ministerio de Transportes del Reich, era responsable del transporte de pasajeros y mercancías en toda la Europa controlada por los nazis. Las deportaciones y los asesinatos en masa sólo fueron posibles con la estrecha cooperación de estas dos autoridades estatales. Sin la red ferroviaria, la disponibilidad de trenes y los innumerables empleados de la Deutsche Reichsbahn que funcionan sin problemas, los transportes a los campos de exterminio y el asesinato de millones de judíos, sinti y romaníes europeos, etc., habrían sido imposibles. En la deportación de judíos de Alemania participaron, además de agentes de la Gestapo, funcionarios de aduanas, alguaciles, funcionarios administrativos, diseñadores de horarios, agentes de policía como guardias de seguridad y muchos otros, cuya “contribución” fue esencial para que todo transcurriera sin problemas.

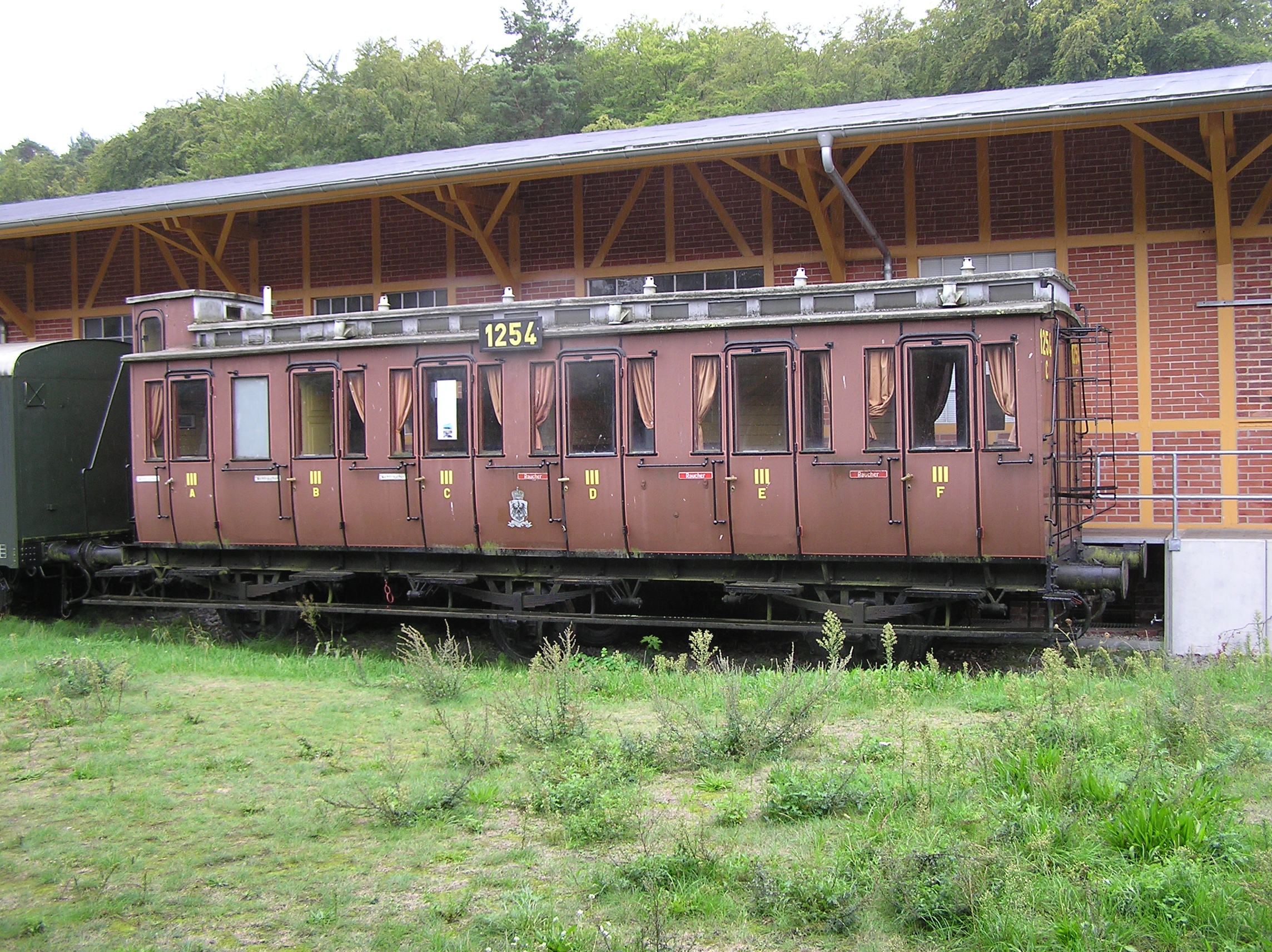
Inicialmente, la Reichsbahn utilizó muchos vagones antiguos del siglo XIX para las deportaciones del Imperio Alemán. Vagón de tercera clase, en ese momento era verde.

En la correspondencia y directrices oficiales alemanas  el término deportación se describía habitualmente de forma trivial y aparentemente técnica ; los judíos fueron “deportados”, “reasentados”, “evacuados” u “obligados a emigrar”, se llevó a cabo una “reubicación de residencia en Theresienstadt”  y el Reich fue “vaciado y liberado” de judíos.” 

## Deportaciones tempranas

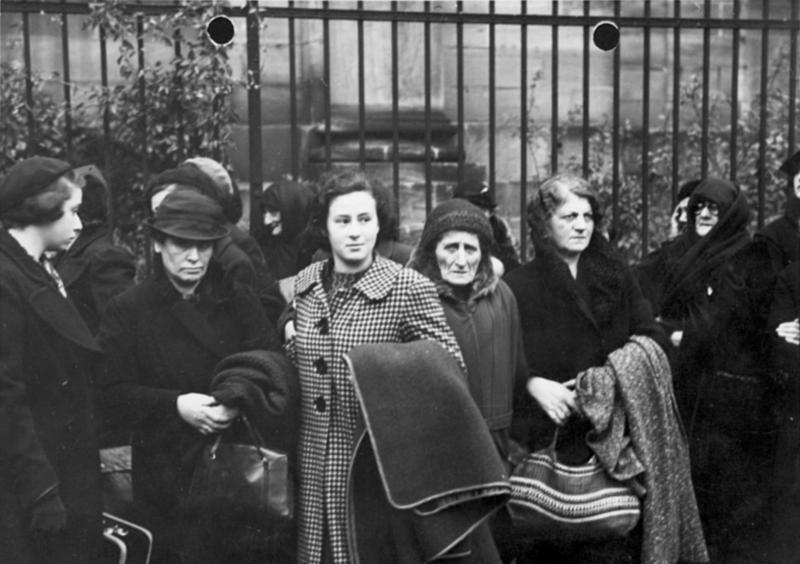
Expulsión de judíos polacos de Nuremberg el 28 de octubre de 1938, fotografía de los Archivos Federales

Las primeras deportaciones en la Alemania nazi afectaron a judíos de nacionalidad polaca. Los días 28 y 29 de octubre de 1938, en el marco de la llamada "Acción Polonia", hasta 17.000 judíos fueron llevados a la frontera polaca en hasta 30 trenes especiales  y deportados al otro lado de la frontera. Esta primera deportación masiva nacionalsocialista, que tuvo lugar en cooperación entre la policía, el Reichsbahn, las autoridades financieras y la diplomacia, puede considerarse un excelente ejemplo de las deportaciones posteriores de judíos. El Sicherheitsdienst recurrió a la cooperación logística con la Reichsbahn cuando, poco después de los noche de los cristales rotos llevó a más de 26.000 judíos a campos de concentración.
Bajo la dirección de la “Oficina Central para la Emigración Judía” de Adolf Eichmann, alrededor de 4.000 judíos de Viena, Moravia-Ostrava y Katowice fueron deportados a Nisko en octubre de 1939. El plan de deportar a unos 65.000 judíos fue detenido a finales de octubre y prohibido en diciembre de 1939 por el Reichsführer SS Heinrich Himmler “hasta nuevo aviso”. En su papel de “Comisionado del Reich para la Consolidación de la Nacionalidad Alemana ”, Himmler dio prioridad al asentamiento de Volksdeutsche en las áreas polacas anexadas.
Para crear un espacio habitable para los “repatriados alemanes del Báltico”, en febrero de 1940 se llevaron a unos 1.000 judíos de la región de Pomerania, principalmente de Szczecin, deportándolos a Lublin.  En la tarde del 12 de febrero, dos hombres de las SA visitaron los apartamentos judíos, supervisaron el embalaje, apagaron el horno y sellaron las puertas. El procedimiento exacto se explica en una hoja de información detallada. Es discutible si se trató simplemente de una acción individual del presidente de Pomerania, que contó con el apoyo del centro de control local Stapo, o si la Oficina Central de Seguridad del Reich, contrariamente a lo que había asegurado a la Asociación del Reich, fue informada de ello de antemano.
Durante la deportación de judíos del suroeste de Alemania en 1940, también llamada "Acción Wagner-Bürckel" en honor a los Gauleiters nazis responsables, más de 6.000  judíos de Baden y Sarre-Palatinado fueron deportados al Camp de Gurs desde el 21 y 22 de octubre de 1940. Se impuso al país ocupado la obligación de “apoderarse” del pueblo judío de los departamentos ocupados hacia el interior del país. A mediados de septiembre de 1940, más de 23.000 judíos franceses y otros franceses impopulares fueron deportados de los territorios ocupados. Los judíos de Baden y Sarre-Palatinado fueron “enviados” por los Gauleiters. Adolf Eichmann estuvo presente personalmente para escoltar los trenes a través de la línea de demarcación dentro de Francia. Según el historiador Peter Steinbach, la deportación de judíos del suroeste de Alemania tuvo un carácter paradigmático para las deportaciones posteriores de toda Alemania; La “Acción Judía en Baden y el Palatinado” se había preparado desde hacía mucho tiempo y constituía una especie de “plan maestro”.
En febrero y marzo de 1941, unos 5.000 judíos de Viena fueron llevados al Gobierno General en cinco transportes "en vista de las condiciones especialmente difíciles", es decir, las quejas por la falta de espacio para vivir en Viena. De ellos, sólo 70 personas sobrevivieron al final de la guerra.
En estos casos, los Gauleiters solían aprovechar una oportunidad favorable para expulsar a los judíos de su zona. Sin embargo, la deportación sistemática de judíos alemanes no comenzó hasta más tarde. Heinrich Müller y Adolf Eichmann ya habían adquirido una experiencia fundamental en la organización y ejecución técnica de la siguiente deportación masiva. Los procesos organizativos se refinaron y registraron en folletos. Los ministerios redactaron reglamentos sobre la Ley de Ciudadanía del Reich para que los deportados perdieran la nacionalidad alemana y sus bienes pudieran ser fácilmente confiscados.

## Deportación masiva del Reich alemán

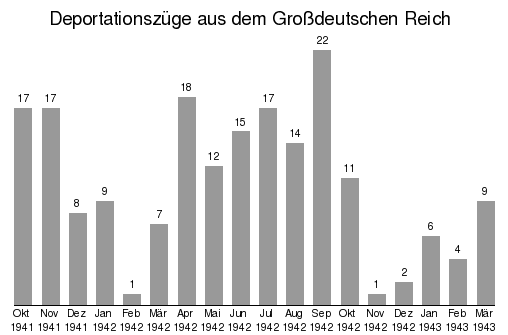
Hasta la fecha, los 190 trenes con más de 700 personas (alrededor de 400 transportes más pequeños entre mayo de 1942 y abril de 1945) no figuran aquí.

Hasta el decreto del 18 de octubre de 1941, mediante el cual Heinrich Himmler prohibía a todos los judíos emigrar a partir del 23 de octubre, más de 265.000 judíos -la Asociación del Reich  indicó el número de 352.686 personas- habían abandonado el "Altreich "  A finales de octubre de 1941 todavía vivían en el “Altreich” 150.925 personas definidas como judías, entre ellas un número desproporcionado de mujeres y ancianos. Está demostrado que 131.154 de estos judíos alemanes fueron deportados. Además, casi 22.000 personas que anteriormente habían huido a países vecinos fueron encarceladas y deportadas.
Las deportaciones masivas sistemáticas de judíos alemanes hacia el Este comenzaron el 15 de octubre de 1941. En septiembre de 1942 sólo quedaban 75.816 judíos en el “Altreich”. La deportación masiva se completó con la “Acción de la fábrica ”  en marzo de 1943. Inicialmente, alrededor de 15.000 judíos se salvaron de la deportación porque vivían en matrimonios mixtos o estaban escondidos.

### Responsabilidades
Con la ley de reorganización de las relaciones entre el Reichsbank y la Deutsche Reichsbahn (Gesetz zur Neuregelung der Verhältnisse der Reichsbank und der Deutschen Reichsbahn) del 10 de febrero de 1937, el nombre cambió de Deutsche Reichsbahn-Gesellschaft (DRG) a “Deutsche Reichsbahn” (DR), que estaba afiliado organizativamente al Ministerio de Transportes del Reich. Esto significó que el transporte ferroviario quedó directamente bajo la soberanía del Reich.
Después de la invasión alemana de Polonia de 1939, las partes anexadas de Polonia se agregaron a las direcciones de la Reichsbahn de Opole y Breslavia, así como a las recién fundadas direcciones de Reichsbahn de Danzig y Posen. La "Dirección General del Ferrocarril del Este" (Gedob) era responsable de la parte de Polonia ocupada por los alemanes. A partir de enero de 1942, el Ministerio de Transportes del Reich se hizo cargo de la organización del tráfico ferroviario en la parte ocupada por la Unión Soviética (Dirección General del Este, con sede en Varsovia). En la Oficina Central de Seguridad del Reich (RSHA), el Departamento IV B 4 de Adolf Eichmann participaba en los pedidos de trenes. El departamento 21 "Transporte masivo" y el departamento 211 "Trenes de viaje especiales" eran responsables de la Reichsbahn.
Los trenes especiales eran solicitados a menudo por el departamento de Eichmann con seis semanas de antelación y, por lo general, los Reichsbahn los proporcionaban según lo solicitado. En diciembre de 1941 y 1942 los transportes de deportación se redujeron porque la Wehrmacht utilizó toda su capacidad para los trenes navideños. Una prohibición general de transporte, exigida por la Wehrmacht en preparación para la ofensiva del verano de 1942, ralentizó el ritmo de las deportaciones, pero no las impidió.
El 26 de julio de 1941, el departamento responsable de la IE en el Ministerio de Transportes del Reich, bajo la dirección del director ministerial Paul Treibe, emitió una tarifa especial para el transporte masivo de “judíos y personas de etnia extranjera para su reasentamiento desde el Reich alemán”. Después se debería cobrar “la mitad del billete de tercera clase”, es decir, 2 reichspfennigs por kilómetro. Este precio también debía aplicarse al tráfico fuera de las fronteras del Reich y posteriormente se calculó de la misma manera para el transporte de pasajeros en trenes de mercancías. Estos transportes cubrían, en el mejor de los casos, los costes y la Deutsche Reichsbahn no obtuvo ningún beneficio significativo con ellos.

### La Reichsbahn y sus medios de transporte
La Reichsbahn utilizó habitualmente coches de pasajeros en las primeras deportaciones de judíos alemanes, austriacos y checos en 1941/1942 a Litzmannstadt, Minsk, Kovno, Riga y el distrito de Lublin. Para los transportes masivos al gueto de Theresienstadt, que comenzaron en junio de 1942, se proporcionaron alrededor de 20 vagones de pasajeros antiguos de tercera clase, algunos furgones para el equipaje y un vagón de pasajeros de segunda clase para la escolta, para unas mil personas cada uno. A esto le siguieron varios cientos  de transportes más pequeños pero más frecuentes al campo de concentración de Theresienstadt, para los cuales el Reichsbahn conectaba uno o dos vagones de pasajeros con trenes regulares a Dresde y Praga.
Mientras que por el Este circulaban trenes de mercancías con una media de 3.750 víctimas judías como pasajeros, al principio los vagones dentro del Reich alemán sólo se utilizaban en casos excepcionales para poder deportar a un mayor número de enfermos que no podían caminar y tenían que ser transportados acostados. Según Alfred Gottwaldt, el uso de turismos se debió a la falta de vagones de mercancías pero también sospecha de una intención de engañar.
La necesidad de suministros y la prioridad dada al transporte militar provocaron bloqueos en el transporte, que sin embargo sólo provocaron pequeños retrasos en la deportación. En abril de 1942 se utilizaron también “trenes rusos vacíos”, compuestos por 20 vagones de mercancías reconvertidos, cada uno con 35 asientos, que se utilizarían para la deportación en el camino de regreso. Aunque en realidad sólo estaban destinados a 700 personas, se debía transportar a 1.000 deportados y se debían proporcionar vagones de carga adicionales. El destacamento de escolta también debía conformarse con estos coches.
A partir del verano de 1942, seguramente se utilizaron trenes de mercancías en varias ocasiones para las deportaciones en Alemania, si bien las cifras exactas no están disponibles. Existía un tipo especial de “vagón cubierto” destinado al transporte militar. Estos “carros de ganado” tenían capacidad para transportar seis caballos y podían equiparse con bancos móviles para 48 soldados. Sin embargo, cuando los sobrevivientes hablan de un “carro de ganado” en relación con las deportaciones, no tiene por qué ser exactamente este tipo de carro. De hecho, los deportados fueron apiñados como ganado durante días, de modo que surgió la imagen de un “carro de ganado”.
En 1944, la velocidad de desplazamiento de los trenes expresos de pasajeros de larga distancia era de 50 kilómetros por hora. Los trenes de deportación apenas alcanzaron la mitad de esta velocidad media, tal como estaba previsto, y los trenes de la Wehrmacht tuvieron prioridad evitando y estacionando el transporte judío en apartaderos.

### Aviso de deportación
En sus “Directrices para la evacuación de judíos” (Richtlinien für die Evakuierung von Juden), la Gestapo precisó el lugar y el día en el que los judíos que se veían obligados a abandonar el país debían presentarse normalmente en un campo de concentración para su transporte ulterior. En junio de 1942 quedaron excluidos de la deportación, por ejemplo, las personas que superaban un determinado límite de edad (a veces se indicaba 60, 65 o incluso 68), los empleados de las fábricas de armamento, los judíos de “ matrimonios mixtos ”, los “judíos de validez”, los beneficiarios de altos premios a la valentía y cierta nacionalidad judía. Además, se limitó la cantidad de efectivo transportado y el peso máximo del equipaje a 50 kg. Se debía registrar el equipaje y confiscar los objetos de valor. Lo que se debías llevar consigo era una manta de lana y comida para ocho días. Los judíos designados para la deportación debían presentar una declaración de bienes, y sus casas eran selladas.
La Asociación de Judíos del Reich en Alemania tenía un fichero al que accedía la Gestapo, además de su propio “ fichero judío”. Las ramas regionales de la Asociación del Reich también tuvieron que crear ficheros de tarjetas según los criterios de las leyes de Núremberg. La “oficina intermedia” (Mittelstelle) judía en Württemberg, por ejemplo, tuvo que elaborar sobre esta base incluso listas de deportación para la jefatura de policía de Stuttgart. Los empleados locales de la “Reichsvereinigung” tuvieron que ayudar a entregar las órdenes de deportación, elaboraron hojas informativas para el equipaje, ayudaron con el transporte del equipaje y proporcionaron comida en los puntos de recogida.

### Campamento de recepción
Las casas de la comunidad judía, las habitaciones alquiladas o las salas servían como "campos de acogida" (Auffanglager) en los que los judíos destinados a la "evacuación" debían encontrarse el día antes de la salida, en los que a veces había literas dobles, a veces simplemente tumbonas o camas de paja para pernoctaciones. Los funcionarios fiscales recogían y revisaban la declaración de activos de ocho páginas. Por ordenanza sobre la Ley de ciudadanía del Reich del 25 de noviembre de 1941 (Elfte Verordnung vom 25. November 1941 zum Reichsbürgergesetz), todo judío perdía la ciudadanía alemana “cuando su residencia habitual era trasladada al extranjero”. Al mismo tiempo, al cruzar la frontera, los bienes pasaban a manos del Estado alemán. Concretamewnte, el decreto estipulaba que "“Los bienes del judío que pierda la ciudadanía alemana como resultado de esta regulación serán confiscados por el Reich al perder la ciudadanía. […] Los bienes confiscados deberían servir para promover todos los propósitos relacionados con la solución de la cuestión judía”. Un poco más tarde, Auschwitz, en la Alta Silesia ocupada, también fue clasificado como “país extranjero en el sentido del Undécimo Decreto”. En el caso de las deportaciones a Theresienstadt, que se incorporó al Reich alemán como protectorado, esta disposición no podía utilizarse, como sucedía con las deportaciones antes de esta fecha. Para mantener la apariencia de legalidad, se convocó a los alguaciles para las deportaciones a Theresienstadt, quienes entregaron a los que esperaban en el campo de concentración una orden formal basada en la “Ley sobre la confiscación de bienes antipopulares y subversivos” (Gesetz über die Einziehung volks- und staatsfeindlichen Vermögens) de 1933. En un decreto fechado el 30 de junio de 1942, el ministro del Interior del Reich explicó que los judíos que iban a ser deportados tenían todos intenciones “antipueblo y antiestado”.
Además de los funcionarios fiscales, a quienes el Ministerio de Finanzas del Reich dio instrucciones en noviembre de 1941 con el nombre en clave "Acción 3", muchas otras personas participaron en el procesamiento de activos: los bancos recibieron copias de las listas de transporte para poder registrar saldos de ahorro. En la liquidación de las familias intervinieron tasadores, subastadores y transportistas. Los comerciantes de carbón recibieron noticias sobre el suministro de combustible almacenado. Los propietarios que posteriormente reclamaron la pérdida del alquiler de los apartamentos sellados presentaron sus reclamaciones a las autoridades fiscales. Un estudio regional enumera 39 oficinas, instituciones y personas que participaron directa o indirectamente en la deportación y, al igual que en los actos administrativos formales, garantizaron la planificación y el cumplimiento de los requisitos, una contabilidad precisa de los costos y un procesamiento sin problemas.
Antes de la salida se realizaron registros corporales y controles minuciosos de equipaje, durante los cuales se confiscaron incluso cubitos de caldo y sellos. Al principio se le permitía llevar consigo 100 marcos, esta suma pronto se redujo a 50 Reichsmarks y tuvo que ser llevada o canjeada como un "Reichskreditkassenschein".
Para financiarlo, que incluía también el viaje en tren, la Asociación Cultural de Wurtemberg, por ejemplo, tuvo que cobrar a finales de 1941 57,65 RM de cada participante. Los miembros ricos debían transferir una donación a la “Cuenta Especial W” del Reichsvereinigung en beneficio de aquellos con menos recursos, a la que la RSHA tenía acceso.

### Transporte

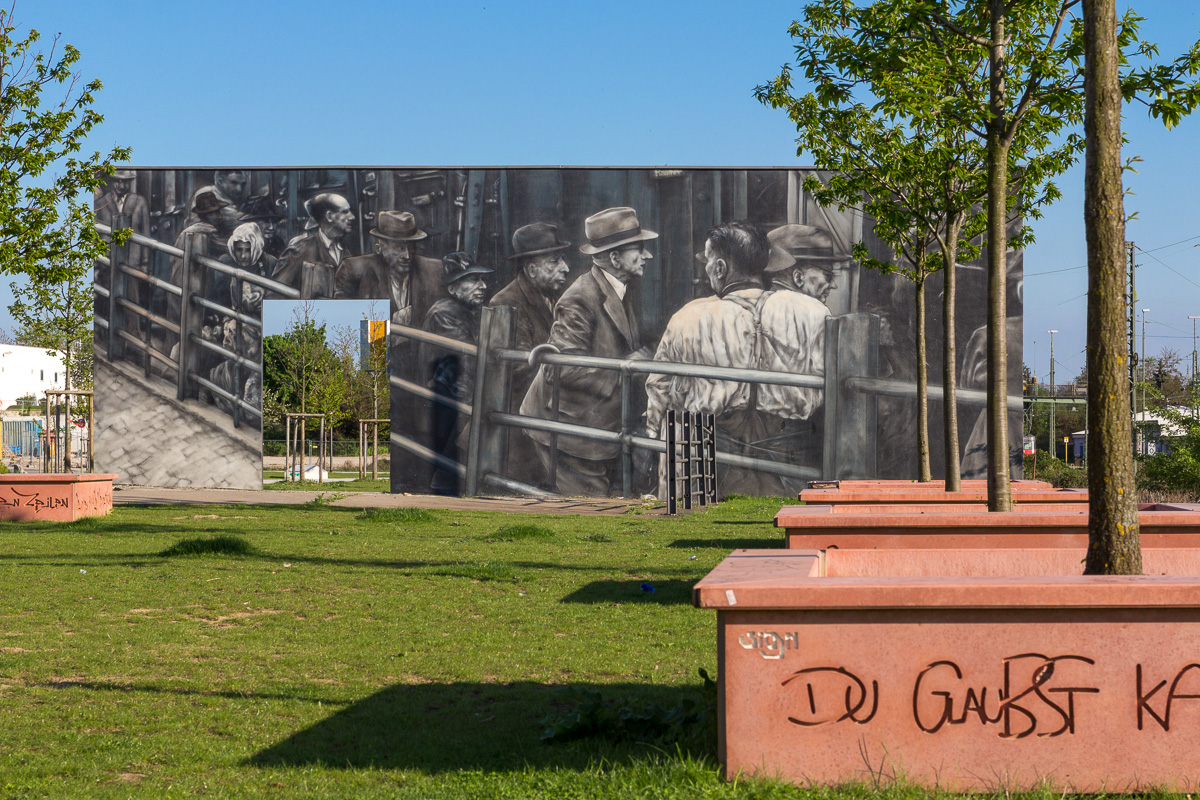
Monumento a la deportación en la rampa del matadero de la estación principal de trenes de Wiesbaden

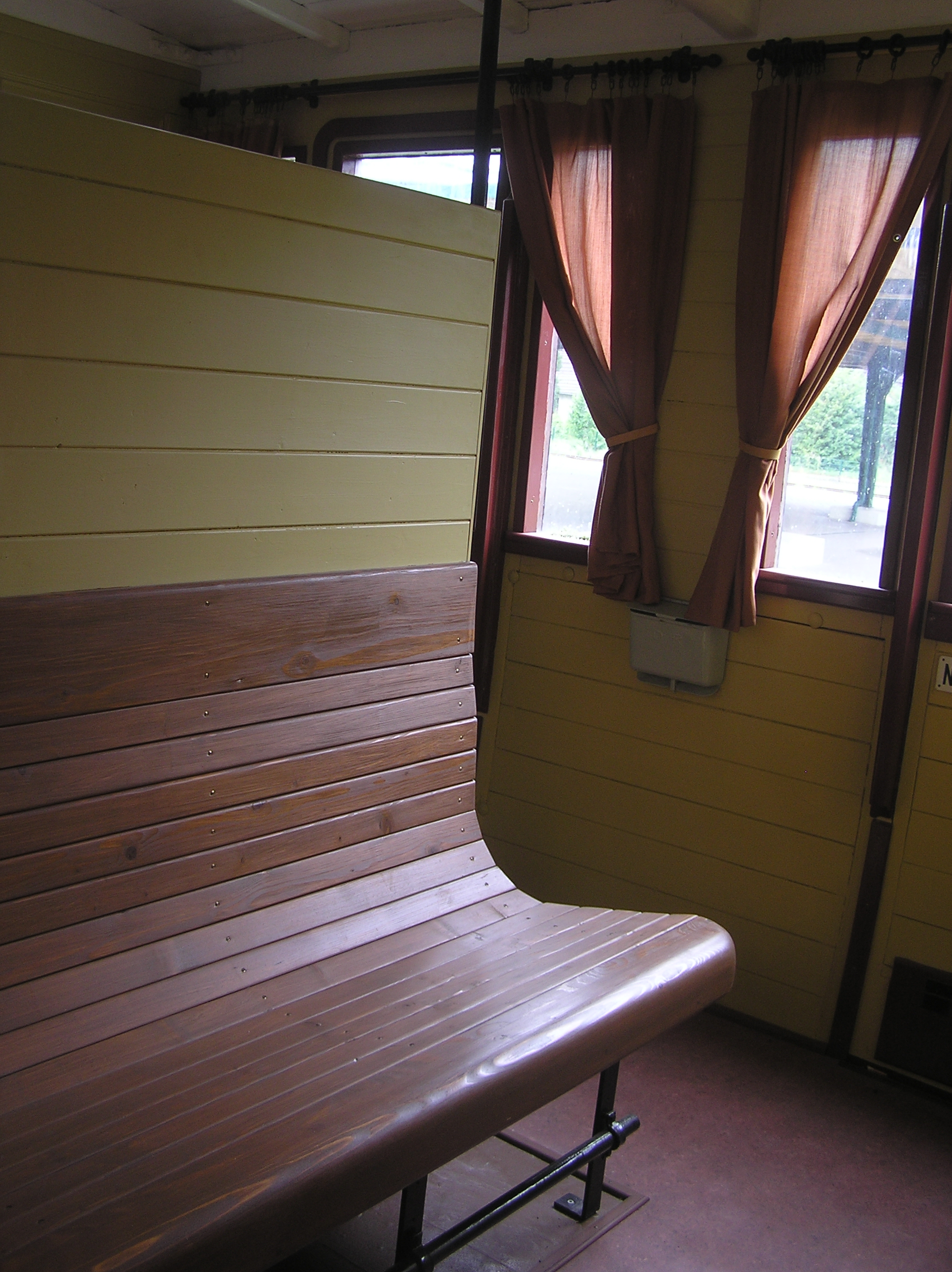
Vista de un compartimento de tercera clase

Según un acuerdo con la Sicherheitspolizei, la Ordnungspolizei custodiaba y acompañaba los trenes de transporte hasta su destino. Los gastos ocasionados fueron reembolsados a la Reichsbahn por la policía de seguridad.
Puede considerarse ejemplar el informe confidencial del director de transporte Paul Salitter, que en diciembre de 1941 dirigió un tren de deportación de Düsseldorf a Riga con 15 agentes de policía. Este tren especial con vagones de pasajeros debía partir de Düsseldorf el 11 de diciembre de 1941 a las 9:30 con 1.007 judíos. Por eso estuvieron “listos” en el muelle de carga desde las 4 de la madrugada. En el camino del lugar de concentración a la rampa, un hombre se arrojó frente al tranvía para suicidarse. Una mujer que logró aislarse en la oscuridad fue descubierta y denunciada por un empleado del ferrocarril.
El tren llegó tarde. La presión del tiempo hizo que los vagones individuales sólo estuvieran llenos con 35 personas, otros estaban sobrecargados con 60 a 65 personas y los niños eran separados de sus padres. El agua potable no se distribuyó suficientemente. En algunos coches falló la calefacción. Después de un viaje de 61 horas, el tren llegó a medianoche a Šķirotava, en las afueras de Riga, y permaneció allí durante una noche sin calefacción, bajo una helada de 12 grados bajo cero. A la mañana siguiente, el director de transporte entregó “los 50.000 RM de dinero judío que llevaba” en forma de billetes del Fondo de Crédito del Reich al oficial de la Gestapo que se encontraba allí.

### Destinos y fechas
Los destinos, las fechas y el número de personas de los trenes de deportación que transportaban a los judíos alemanes del Reich al Este ya han sido reconstruidos y publicados en gran medida. Por lo general, también se conoce el destino de los deportados, el número de supervivientes o las circunstancias de su muerte. Los judíos mayores, enfermos o destacados y aquellos con méritos especiales en la Primera Guerra Mundial fueron deportados al campo de Theresienstadt. Antes tenían que celebrar contratos de compra de viviendas y transferir gran parte de sus activos. Sin embargo, esto no los protegió de condiciones de vida inadecuadas y de un “traslado a Auschwitz ”.
Las investigaciones dividen estas deportaciones en diferentes fases. Desde el 15 de octubre de 1941 hasta principios de noviembre, veinte trenes transportaron a unos 20.000 judíos desde las principales ciudades de Viena, Praga, Fráncfort del Meno, Berlín y Hamburgo hasta Łódź. Más de 4.200 de ellos murieron en el gueto a finales de 1942.
Los siguientes siete transportes con 7.000 personas procedentes de Hamburgo, Bremen, Düsseldorf, Fráncfort del Meno, Berlín, Brno y Viena se dirigieron a Minsk; de las personas transportadas sólo cinco sobrevivieron a la guerra. Debido a que el gueto de Minsk estaba superpoblado, cinco trenes de deportación partieron hacia Kaunas entre el 17 y el 25 de noviembre de 1941. Los deportados procedían de Berlín, Múnich, Fráncfort del Meno, Viena y Breslau. Estos casi 5.000 judíos fueron asesinados por Einsatzgruppen y sus ayudantes lituanos en el Fuerte noveno de Kaunas en noviembre de 1941. Este tiroteo masivo se interpreta como arbitrariedad por parte de Friedrich Jeckeln y Karl Jäger.
Desde el 27 de noviembre de 1941 hasta el inicio de la prohibición de transporte el 15 de diciembre, se enviaron otros diez trenes a Riga. El gueto de Riga también estaba superpoblado, pero pronto fue “liberada” asesinando a unos 27.500 judíos locales. Un tren de transporte procedente de Berlín llegó temprano a Riga el 30 de noviembre de 1941 y los 1.053 reclusos fueron fusilados en la masacre de Rumbula. Esta matanza de judíos alemanes, que Jeckeln ordenó arbitrariamente, fue reprendida por Himmler. En enero de 1942, otros nueve trenes de deportación con una media de 1.000 judíos viajaron a Riga. Luego, la Oficina Central de Seguridad del Reich dirigió cinco transportes más a Ríga entre el 18 de agosto y el 26 de octubre de 1942.
Entre marzo y octubre de 1942, más de 45.000 judíos del Reich alemán fueron deportados a guetos de tránsito en el extremo oriental del Gobierno General o a Varsovia. En un “intercambio judío”, como lo llamaron los perpetradores, los judíos locales de Lublin fueron llevados al Campo de exterminio de Bełżec para dejar espacio a los “judíos del Reich”. Por primera vez en mayo de 1942, y cada vez más a partir de mediados de junio de 1942, los judíos de Alemania fueron deportados a campos de exterminio directamente o a través de Theresienstadt. Entre mayo y septiembre de 1942, 17 transportes se dirigieron a Minsk o inmediatamente al cercano lugar de exterminio de Maly Trostenets. En 1942, cinco grandes trenes de deportación viajaron desde Viena y Berlín hasta Auschwitz.
Desde junio de 1942 hasta abril de 1945, numerosos trenes de deportación se dirigieron al gueto de Theresienstadt, pero la mayoría eran “trenes acoplados” con unos pocos vagones que transportaban poco más de un centenar de judíos frágiles y mayores. Durante el mismo período, los trenes también salieron varias veces de Theresienstadt y llevaron su carga humana a Treblinka y Auschwitz. Para los dos primeros de estos trenes se encargaron 21 vagones de pasajeros, que estaban completamente sobrecargados con más de 2.000 personas.
Entre 1943 y 1945, sólo el campo de exterminio de Auschwitz y el campo de concentración de Theresienstadt fueron elegidos como destinos para los trenes de deportación del Reich alemán. La deportación masiva de judíos alemanes en trenes enteros terminó a finales de marzo de 1943 con las detenciones en la "Acción de la fábrica". Había registrados oficialmente 31.897 judíos que todavía vivían en el Reich, incluidos más de 18.500 en Berlín. Siguieron más de 200 transportes, a menudo con sólo unas pocas personas. Por regla general se trataba de judíos mayores que fueron deportados a Theresienstadt. El Ministerio de Transportes del Reich no era responsable de tales transportes, en los que circulaban vagones individuales en trenes regulares. A partir de julio de 1942, varias veces al mes salían de Berlín transportes con 100 víctimas cada uno desde Anhalter Bahnhof, pasando por Theresienstadt, hasta los campos de exterminio.
En febrero y marzo de 1945, 2.600 cónyuges judíos que hasta entonces habían gozado de la protección de un “matrimonio mixto” (Mischehe)  también fueron deportados al gueto de Theresienstadt. Esta acción planificada para todo el Reich fue cancelada en la fase final de la guerra, casi todos estos deportados sobrevivieron gracias al fin de la guerra.

## Trenes de deportación en el este
El campo de exterminio de Bełżec se completó en la primavera de 1942, seguido de Sobibor y Treblinka en el verano de 1942. Los Reichsbahn realizaban el transporte desde los campos y guetos hasta los campos de exterminio mediante vagones de mercancías. Incluso en largas distancias, los vagones de mercancías se utilizaron casi exclusivamente para las deportaciones en el Este, por ejemplo desde Rumania y Hungría. Aquí la realidad coincide con la “memoria colectiva”, que está determinada por fotografías iconizadas de vagones abarrotados.

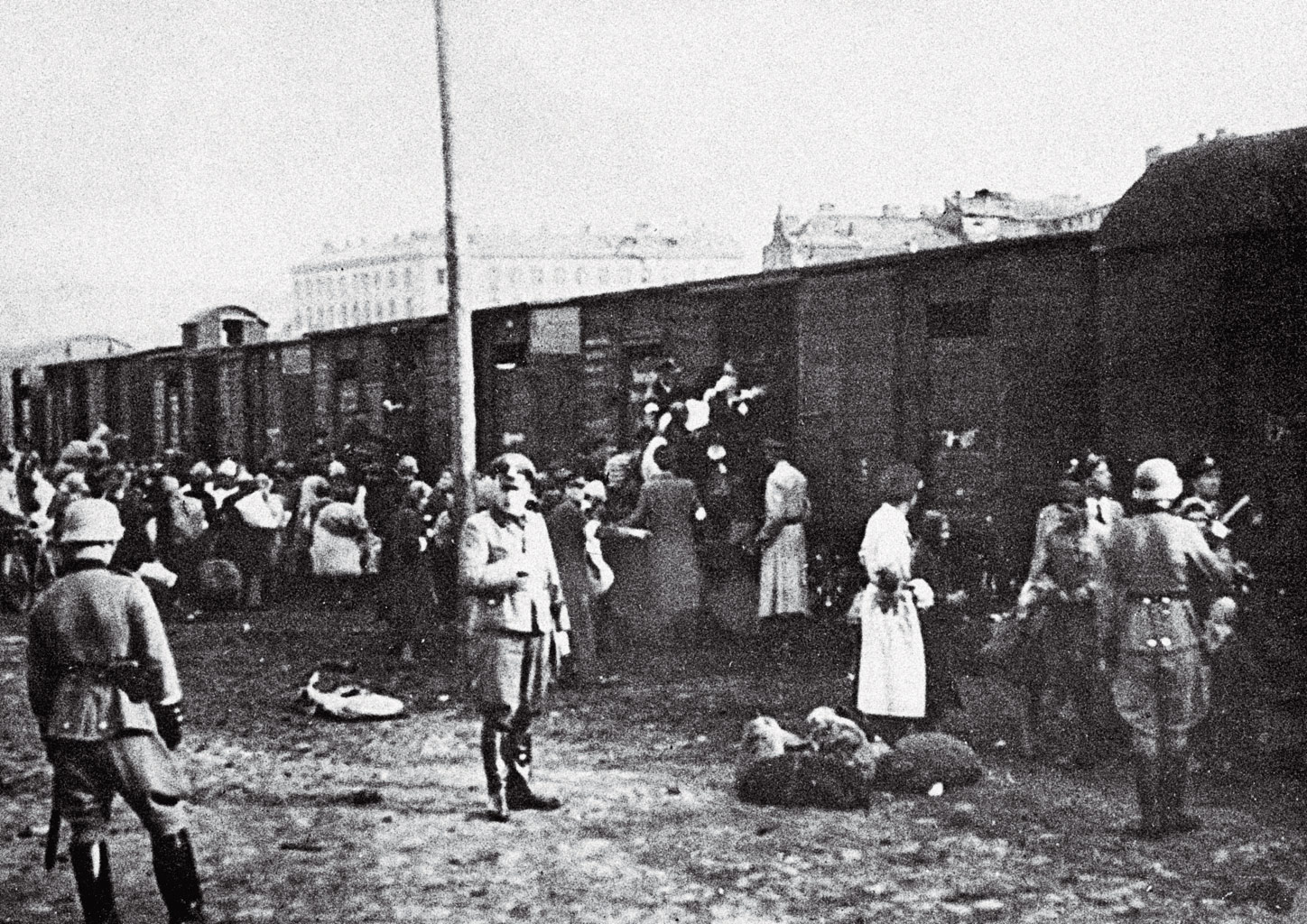
Suben a judíos a trenes con vagones de mercancías en el punto de transbordo de Varsovia

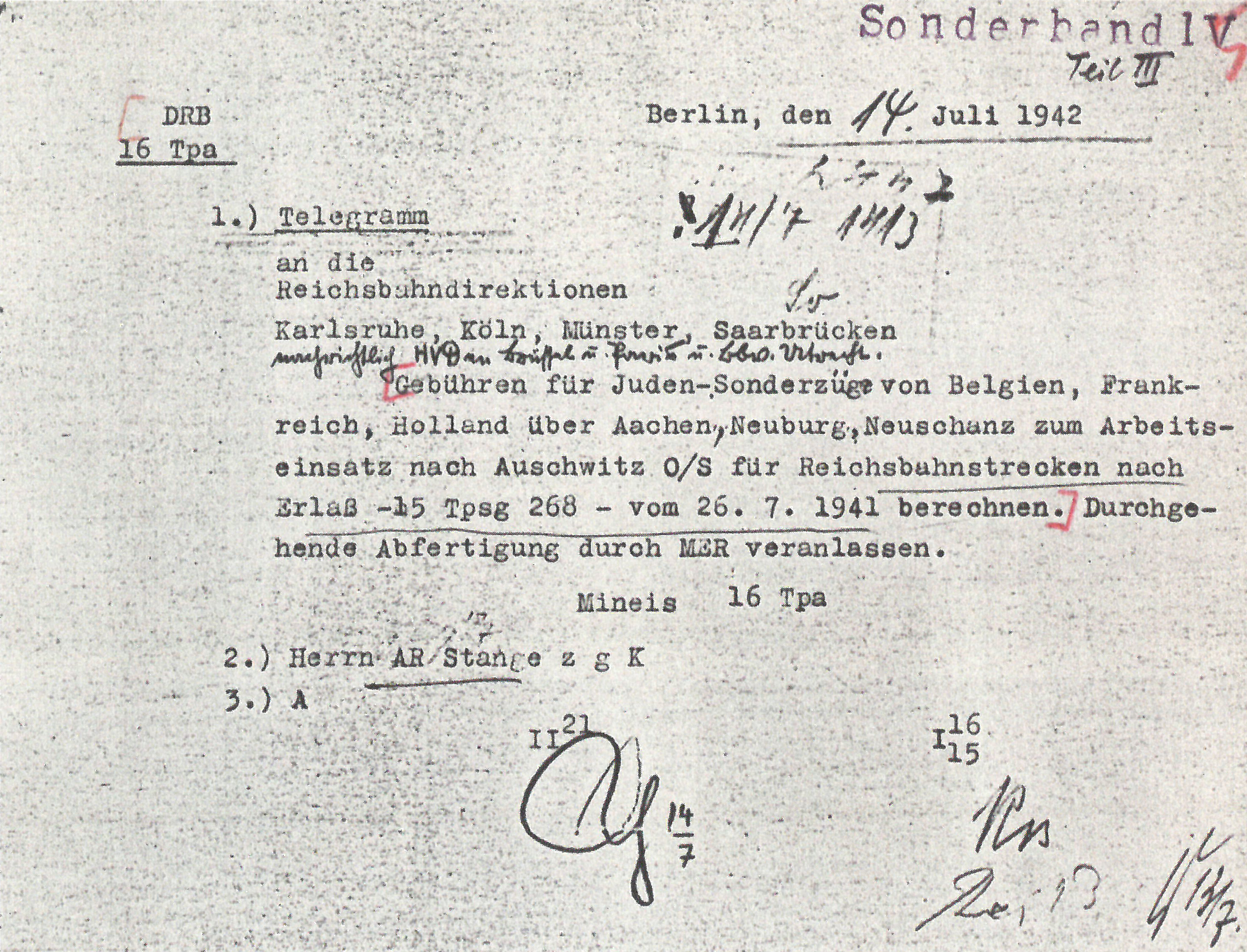
Telegrama de la Reichsbahn del 14 de julio de 1942 sobre las tarifas de los “trenes especiales judíos” a Auschwitz

En septiembre de 1942, representantes de la Reichsbahn participaron en una “conferencia sobre la evacuación de los judíos del Gobierno General y el envío de los judíos de Rumania al Gobierno General”. Un total de 800.000 judíos iban a ser deportados. El jefe de la policía de seguridad y el SD hicieron peticiones urgentes
- dos trenes al día desde el distrito de Varsovia a Treblinka,
- un tren al día desde el distrito de Radom a Treblinka,
- un tren al día desde el distrito de Cracovia hasta Belzec y
- un tren al día desde el distrito de Lviv a Belzec.

Una vez reparadas las vías, a partir de noviembre deberían circular diariamente tres trenes más hacia Sobibor y Belzec. Sin embargo, en total sólo estaban disponibles 22 vagones de mercancías. Los vagones adicionales sólo estarían disponibles después de la cosecha de patatas.
Los judíos alemanes y austriacos, que previamente habían sido deportados a los campos de tránsito cerca de Lublin, no estuvieron exentos de estos asesinatos en masa. En la operación de exterminio también se incluyeron los judíos alemanes de cuatro transportes grandes y varios pequeños con destino a Varsovia. Entre Varsovia y el campo de exterminio de Treblinka, a una distancia de 80 km, desde un punto de vista técnico se creó un “tráfico de cercanías”.

## Juicios y revaluación de posguerra
Las deportaciones fueron el comienzo y la condición sine qua non del exterminio de los judíos alemanes, ya que los responsables evitaron llevar a cabo el asesinato en masa en la propia Alemania.

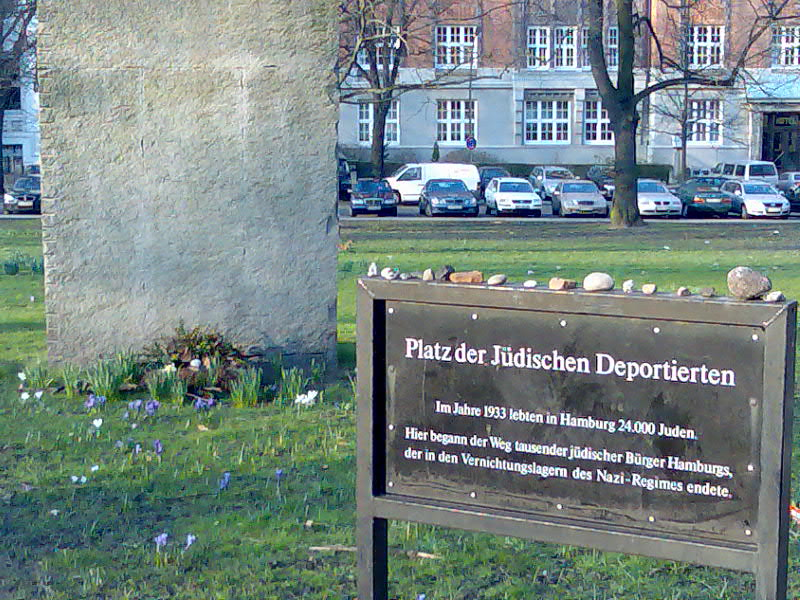
Plaza de los judíos deportados en Hamburgo: monumento y placa conmemorativa

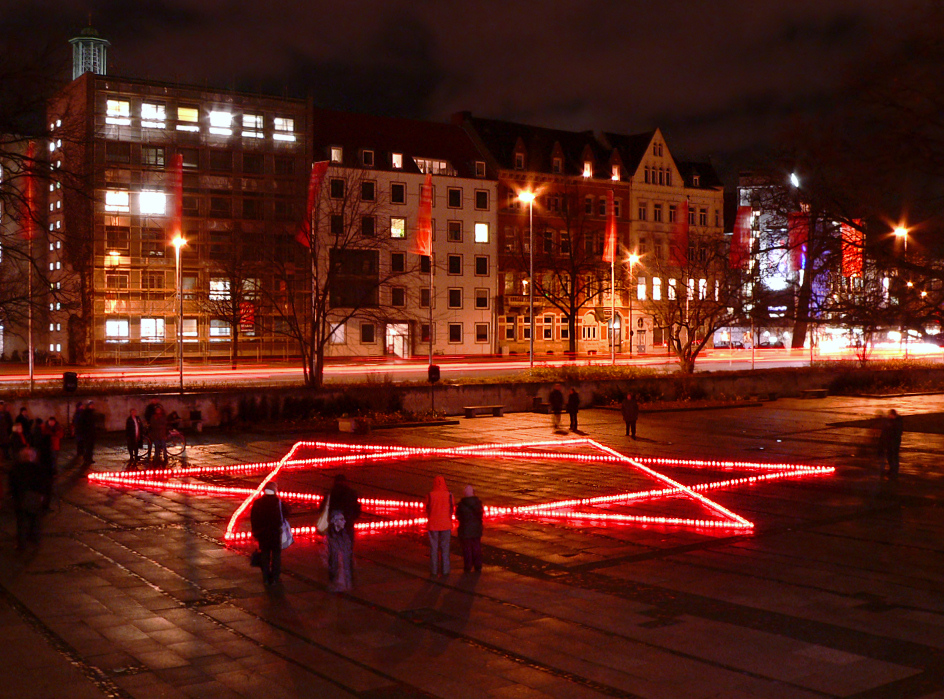
1.001 velas encendidas como estrella de David para 1.001 deportados en la Trammplatz de Hannover en su 70º aniversario. Aniversario de la primera deportación.

Sólo más tarde las deportaciones se convirtieron en el centro de los procesos penales alemanes. En trece juicios en Alemania Occidental y seis juicios en Alemania Oriental, alrededor de 60 altos rangos de la Gestapo tuvieron que responder por esto ante los tribunales.
De los acusados que fueron juzgados en Alemania del Este, diez personas fueron condenadas a largas penas de prisión. Los jueces asumieron que la ilegalidad de las deportaciones era evidente y que los acusados habían llevado a cabo sus actividades por convicción, indiferencia o por el bien de sus carreras. Los juicios comenzaron mucho antes que en la República Federal de Alemania, pero también en la República Democrática Alemana la persecución fue deficiente y los jefes de muchos centros de control de la Gestapo no fueron molestados.
En la mayoría de los casos, las autoridades policiales occidentales comenzaron tarde sus investigaciones. Delitos como la privación de libertad y el homicidio ya estaban prescritos. 38 acusados fueron absueltos por los tribunales de Alemania Occidental. Nueve acusados fueron declarados culpables, dos recibieron una pena de prisión de más de seis años y uno fue condenado a cadena perpetua. La mayoría de los acusados argumentaron que no sabían nada sobre el genocidio, afirmaron que estaban bajo órdenes o dijeron que no habían reconocido la ilegalidad de sus acciones en ese momento.
El Secretario de Estado del Ministerio de Transportes del Reich, Albert Ganzenmüller, escapó del campo de internamiento a Argentina en 1945. Su proceso de desnazificación se retrasó. Ganzenmüller regresó en 1955 y trabajó como especialista en transporte en Hoesch AG en Dortmund hasta 1968. En 1957, la policía lo investigó, el motivo fue un intercambio de cartas incriminatorio sobre “transportes judíos” que se descubrió. La investigación se detuvo varias veces, pero en 1973 dio lugar a cargos: Ganzenmüller había ayudado e instigado conscientemente el asesinato. Este fue el primer juicio contra empleados de alto rango del Reichsbahn 28 años después del final de la guerra. No hubo condena: Ganzenmüller no pudo ser juzgado ya que se lo consideró incompetente.
Quienes participaron en las deportaciones en otras funciones, como personal administrativo o alcaldes, generalmente no fueron molestados y escaparon impunes.
La compañía ferroviaria francesa SNCF participó en las deportaciones durante el gobierno de Vichy. Ella afrontó su historia con una exposición, pero rechazó las reclamaciones de indemnización. Durante mucho tiempo, Deutsche Bahn se mostró reacia a ofrecer un espacio para una exposición correspondiente o a financiar otras soluciones. Sólo después de la intervención del ministro federal de Transportes, Wolfgang Tiefensee, se inauguró en enero de 2008 en la estación berlinesa de Potsdamer Platz la exposición itinerante “Trenes especiales hacia la muerte” (Sonderzüge in den Tod).
El 29 de septiembre de 2005, la compañía ferroviaria estatal holandesa Nederlandse Spoorwegen se disculpó por su participación en la deportación de judíos.

## Memoriales, exposiciones.

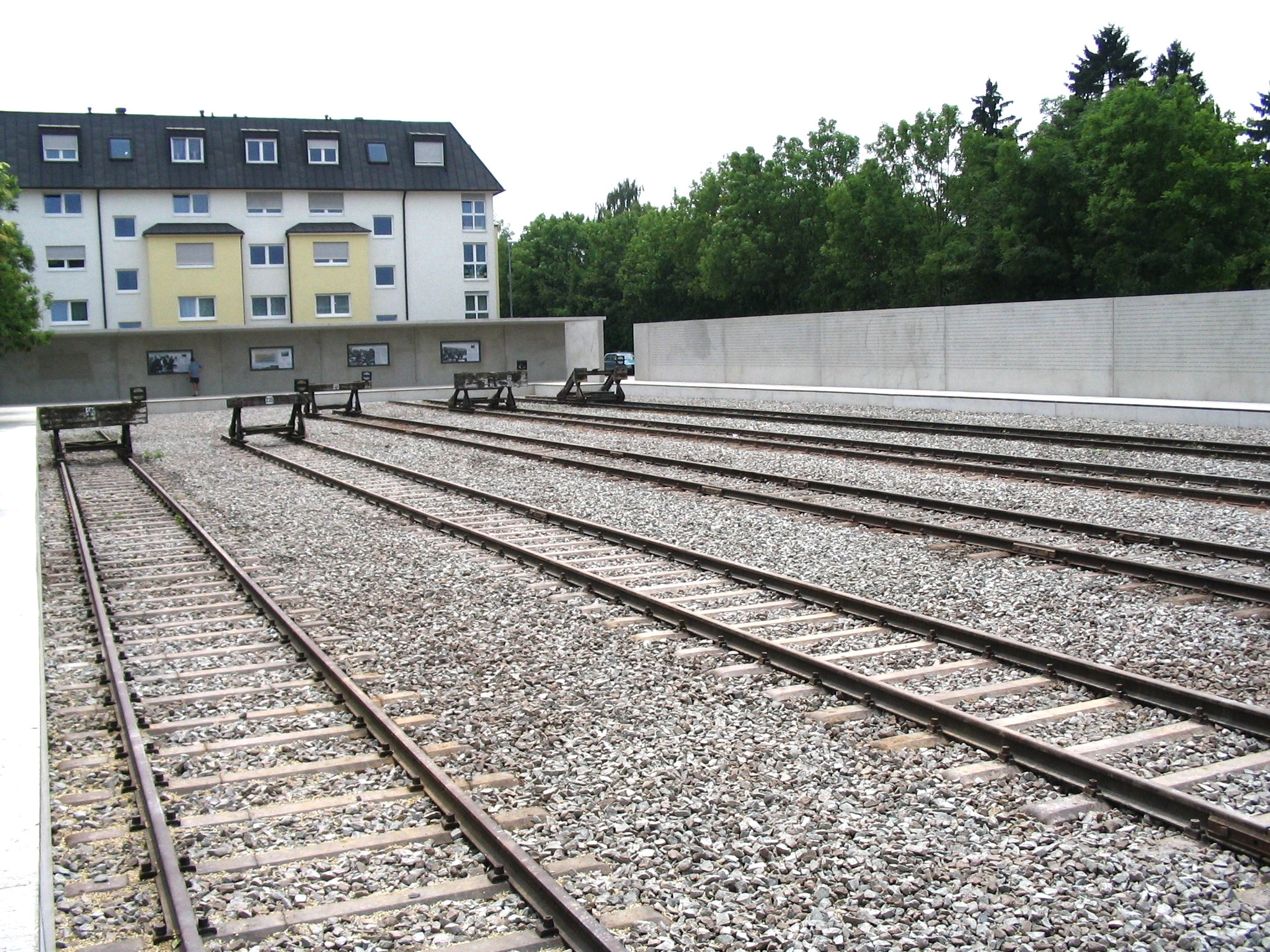
El monumento en la Estación Norte de Stuttgart es uno de los pocos monumentos más grandes ubicados directamente en propiedad ferroviaria en Alemania.

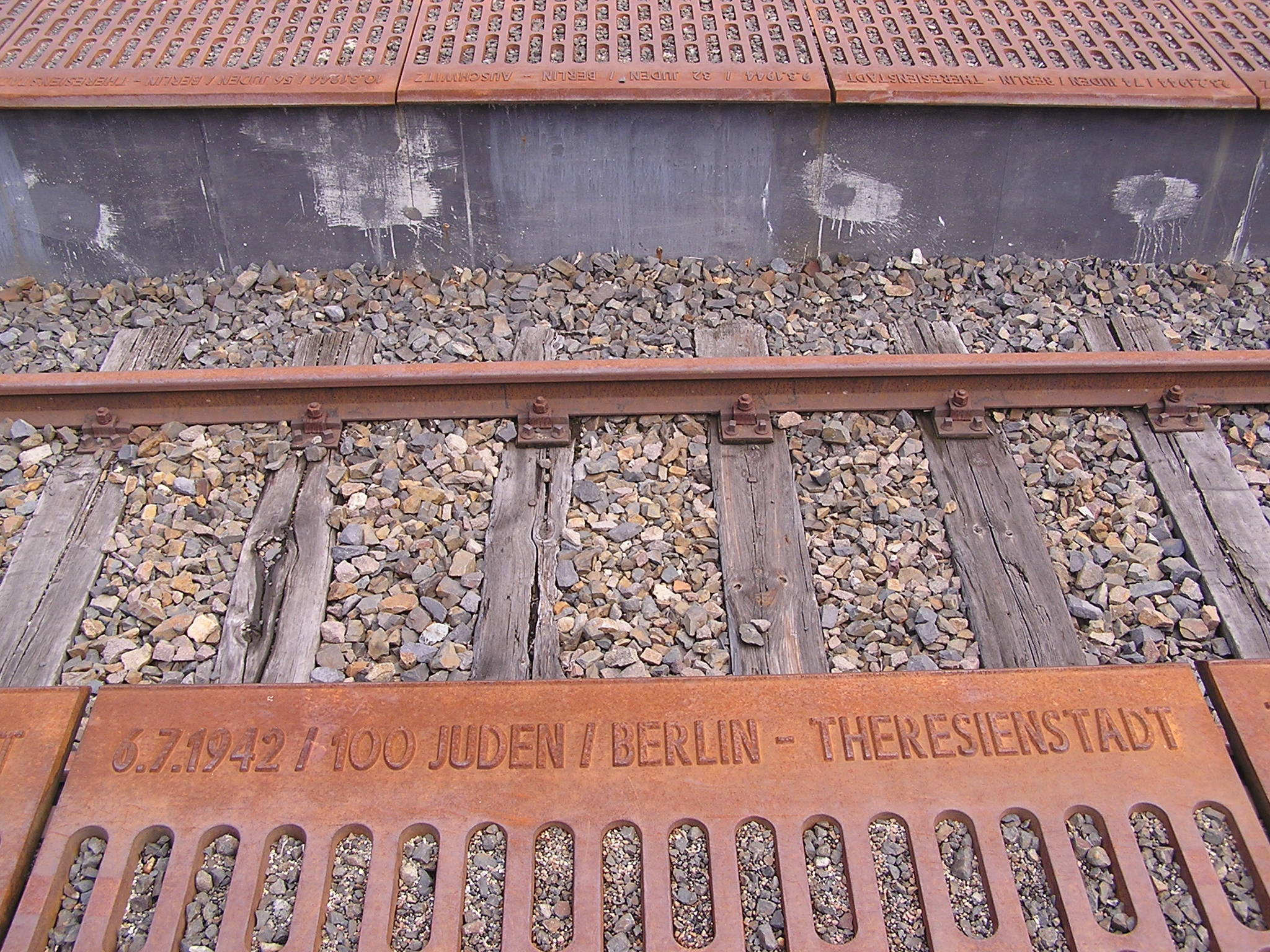
Detalle del monumento conmemorativo de Berlín “Gleis 17”

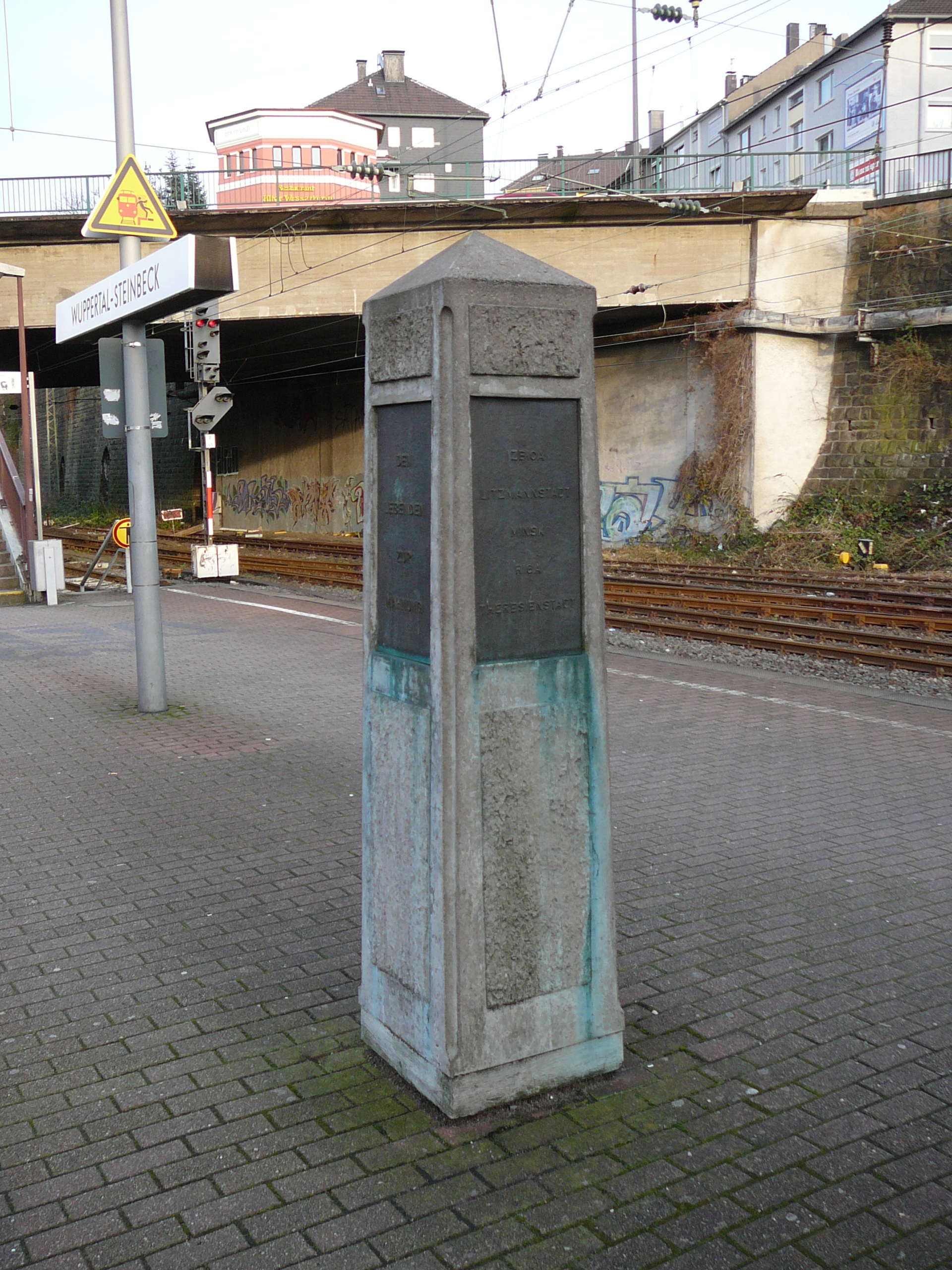
El obelisco que conmemora las cinco deportaciones de judíos de Wuppertal en la estación de tren de Steinbeck

“Trenes especiales hacia la muerte” es el título de una exposición itinerante que conmemora los transportes del Reichsbahn a los campos nacionalsocialistas. Se mostró en Francia en 2006 y (modificada) en Alemania en 2008 en unas diez estaciones de tren. La exposición, diseñada por Deutsche Bahn en colaboración con Beate y Serge Klarsfeld junto con una iniciativa ciudadana, integró elementos de la exposición “Enfants juifs déportés de France”, que se mostró en las estaciones de tren SNCF francesas durante más de tres años.
“El Tren del Recuerdo” („Zug der Erinnerung) es el nombre de una “exposición rodante” única sobre los rieles alemanes, que en 2007, 2008 y 2009 conmemoró la deportación de varios cientos de miles de niños de Alemania y del resto de Europa a través de la red ferroviaria, con el personal y material rodante de los entonces campos de concentración y exterminio alemanes de Reichsbahn. Al centrarse en un grupo de víctimas, el objetivo era facilitar que las generaciones jóvenes se identifiquen internamente con las víctimas de la Shoá. El viaje del tren comenzó el 9 de noviembre de 2007 en Fráncfort del Meno. La fecha se refería a las medidas de persecución en el Reich alemán. A continuación siguió un viaje de unos 3.000 kilómetros a través de ciudades y hasta las estaciones de tren de las deportaciones de las SS.
La empresa DB, sucesora legal de la DR, se refiere a su exposición permanente sobre el papel de los Reichsbahn en la Segunda Guerra Mundial en el Museo DB de Núremberg (museo del transporte), creado en 2002.
El Museo Alemán de Tecnología de Berlín representa desde octubre de 2005 en Lokschuppen 2 12 destinos berlineses en el marco de la exposición permanente "'Deportaciones judías' con los Deutsche Reichsbahn 1941-1945". La exposición central es un antiguo vagón de mercancías para “transportar ganado y objetos sensibles a la humedad”. En otros lugares conmemorativos también se encuentran los llamados “carros de ganado” como símbolo de la deportación y del Holocausto; sin embargo, no pueden considerarse auténticas reliquias.  Otros monumentos conmemorativos son el monumento a los vagones de mercancías en Hamburgo-Winterhude, el monumento a la vía 17 en la estación Berlín-Grunewald y el monumento a la deportación en Duisburgo Hauptbahnhof. 
El lugar conmemorativo en el mercado mayorista de Frankfurt (cerca del BCE ) se abrió al público en 2015.En el artículo Mahnmal Aspangbahnhof (2017) se puede encontrar una lista de los trenes de deportación desde Viena con ciudadanos perseguidos como judíos a campos de concentración y exterminio.

## Dramatización en el cine
- El último tren, película de Artur Brauner, dirigida por Joseph Vilsmaier, describe el destino de los últimos berlineses judíos que son deportados desde el andén 17 de la estación Berlín-Grunewald al campo de concentración de Auschwitz en abril de 1943.
- Toyland (2007) – cortometraje, dirigido por Jochen Alexander Freydank